# Tryssogobius quinquespinus
Tryssogobius quinquespinus és una espècie de peix de la família dels gòbids i de l'ordre dels perciformes.

## Morfologia
- Les femelles poden assolir 2,1 cm de longitud total.
- Nombre de vèrtebres: 26.[4]

## Hàbitat
És un peix marí, de clima tropical i demersal que viu fins als 27 m de fondària.

## Distribució geogràfica
Es troba al Pacífic occidental: Papua Nova Guinea.

## Observacions
És inofensiu per als humans.